# Cptools
cptools (CryptoPro tools, Инструменты КриптоПро) — графическая программа для создания и проверки электронных цифровых подписей, управления контейнерами и сертификатами криптопровайдеров КриптоПро, экспорта и импорта ключей и сертификатов в формате pfx / PKCS #12.
Разработана и сертифицирована в составе КриптоПро CSP 5.0 и не требует лицензии.

## Возможности
cptools позволяет выполнять сервисные операции с токенами и смарт-картами, такие как сброс числа попыток ввода пароля и возврат к заводским настройкам.
С помощью cptools можно зарегистрировать облачные контейнеры, хранящиеся в КриптоПро DSS.
Начиная с версии КриптоПро CSP 5.0.11729 Heimdallr, cptools умеет зашифровывать и расшифровывать файлы в формате CMS.